# Rachid ben Chérif
Pour les articles homonymes, voir Moulay Rachid.
Vous lisez un « bon article » labellisé en 2016.
Moulay Rachid (en arabe : مولاي الرشيد, en tamazight : ⵎⵓⵍⴰⵢ ⵕⴰⵛⵉⴹ), ou Moulay Rachid ben Chérif, né vers 1631 dans la région du Tafilalet et mort le 9 avril 1672 à Marrakech, est sultan du Maroc de 1667 à 1672.
À la mort de son père Moulay Chérif, il se révolte contre son frère Moulay Mohammed, alors chef du Tafilalet. Il réussit à le tuer puis à prendre sa place en tant que souverain alaouite contrôlant un vaste territoire. Il s'empare ensuite de Fès le 27 mai 1667, se proclame sultan et devient le premier sultan alaouite du Maroc.
Il installe son frère, le futur sultan Ismaïl ben Chérif, comme khalifa (délégué du sultan) à Fès et part renforcer son pouvoir au sud. Il détruit la zaouïa de Dila, s'empare de Marrakech, puis chasse le chef de la zaouïa d'Illigh du Souss. Jusqu'à sa mort en 1672, Moulay Rachid reconstruit un pouvoir central au Maroc et est considéré comme le véritable fondateur de la dynastie alaouite. Son frère Moulay Ismaïl lui succède à la tête du pays.

## Biographie

### Contexte et origines

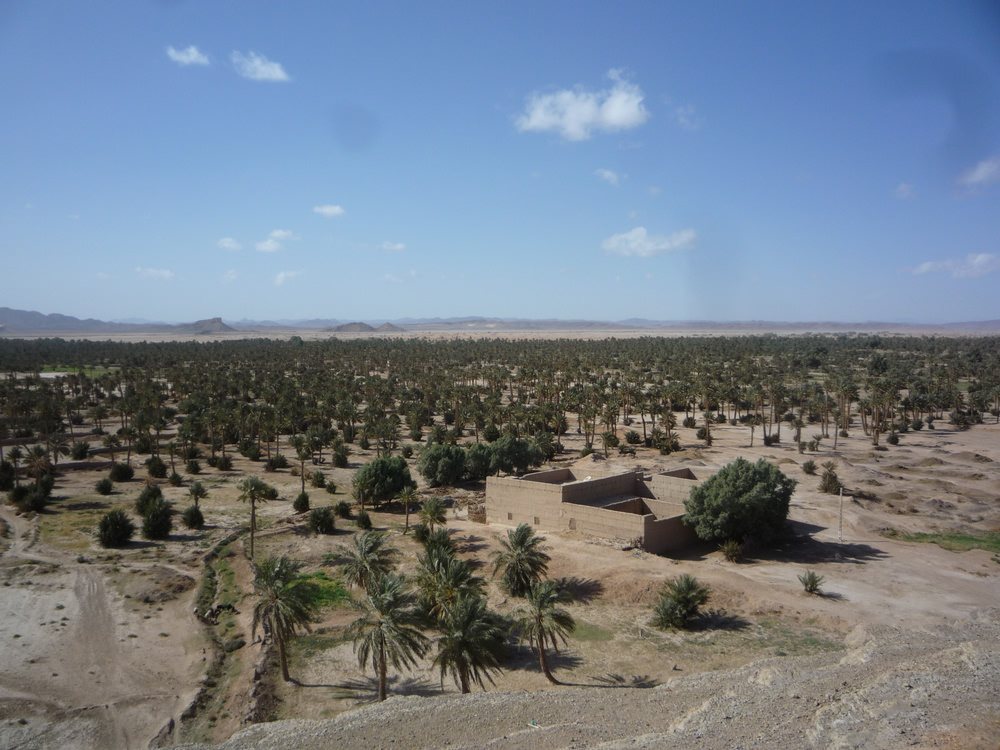
Le Tafilalet, région où les Chérifs alaouites se sont installés à partir du XIIIe siècle.

Né vers 1631 à Sijilmassa, Moulay Rachid est le fils de Moulay Chérif, premier chef du Tafilalet. À l'instar des Saadiens, les Alaouites s'établissent au Tafilalet au XIIIe siècle, précisément en 1266. Le premier de ses ancêtres originaire de Yanbu, dans le Hedjaz à s'être installé dans le Tafilalet est Hassan ben al-Qassim, dit « al-Dakhil » ou « premier arrivant », qui s'établit à Sijilmassa, capitale de la région. Hassan ad-Dakhil est le 21e descendant de Mahomet et 17e descendant d'al-Zakiya.
Au début du XVIIe siècle, le contexte du Maroc est tendu, la mort du célèbre sultan saadien Ahmed al-Mansour provoque le déclin de la dynastie saadienne, et le début d'une longue période d'anarchie caractérisée par une lutte intestine entre Saadiens pour le trône, par le morcellement du pays, et par le danger de puissances étrangères, avec notamment des ingérences provenant de l'Empire ottoman ou de l'Espagne,. En effet, un conflit éclate entre Saadiens à la suite de la mort d'Ahmed al-Mansour entre les fils de celui-ci, provoquant l'affaiblissement du pays et l'émergence de chefs tribaux et militaires ainsi que de pouvoirs politico-religieux. Pendant de nombreuses années, plusieurs prétendants se battent pour le trône, et pendant un certain temps, plusieurs sultans saadiens se succèdent à Fès d'une part, à Marrakech de l'autre. Zaidan el-Nasir réussit finalement à réunifier le pays, mais à sa mort, la guerre civile continue toujours entre les fils de Moulay Zaidan, qui provoquent l'écroulement de la dynastie saadienne en 1659.
Au début du règne de Zaidan el-Nasir, le sultanat saadien est très affaibli. La zaouïa de Dila contrôle le centre du Maroc, celle d'Illigh établit son influence du Souss jusqu'au Drâa, le marabout el-Ayachi prend possession des plaines du nord-ouest, des côtes atlantiques jusqu'à Taza, la République de Salé se transforme en État indépendant à l'embouchure du Bouregreg et la ville de Tétouan devient une cité-État gouvernée par la famille Naqsis.
Au Tafilalet, les Alaouites sont nommés par les filaliens pour repousser l'influence des zaouïa d'Illigh et de Dila. Chérif ben Ali devient le chef du Tafilalet, et le premier souverain de la dynastie alaouite. Le règne de Moulay Chérif bien que court, permet au Tafilalet d'échapper à l'influence de la puissante zaouïa de Dila. Moulay Chérif abdique en 1636 et son fils aîné, Moulay Mohamed ben Chérif, lui succède. Sous le règne de ce dernier, le domaine alaouite s'étend jusqu'au nord-est du pays, à la Tafna et au sud-est, dans le Draâ. Cependant, la défaite de Mohammed ben Chérif à Fès et les représailles dilaïtes qui ont provoqué le saccage de Sijilmassa en 1649, ne sont pas appréciées par ses frères, dont Rachid ben Chérif. Entre-temps, après avoir commandité l'assassinat d'El-Ayachi en 1641, la zaouïa de Dila étend son influence sur les villes de Fès, Tétouan et Ksar el-Kébir et sur l'embouchure du Bouregreg, ainsi que sur les plaines du nord-ouest et le couloir de Taza jusqu'à la Moulouya, avant que n'émergent Khadir Ghaïlan dans le Habt, qui s'empare peu à peu des villes d'Assilah, Tétouan et Ksar El Kébir, le Cheikh Arass dans le Rif, et les Chebânat dirigés par Kerroum al-Hajj qui se rendent maîtres de Marrakech et sa région à la suite de l'assassinat du dernier sultan saadien Ahmad al-Abbas, dont ils sont pourtant les oncles paternels, en 1659.

### Révolte après la mort de Moulay Chérif
Le 3 juin 1659 survient la mort de Moulay Chérif, premier souverain alaouite à Sijilmassa, au Tafilalet. À la suite de cela, Mohammed ben Chérif est proclamé à nouveau par les filaliens en tant que chef du Tafilalet, ce qui provoque la fuite de Moulay Rachid qui s'enfuit dans les montagnes de l'Atlas. Pour Aboulqâsem ben Ahmed Ezziâni, Rachid a fui par peur de son frère. Mais selon l'orientaliste Michel Abitbol, c'est l'intervention de Mohammed ben Chérif à Fès et les représailles dilaïtes qui ont provoqué le saccage de Sijilmassa en 1649, qui ont poussé Moulay Rachid et d'autres de ses frères à se séparer de Moulay Mohammed. Ainsi, la mort de Moulay Chérif annonce le début d'une guerre entre les deux frères. Moulay Rachid commence son périple en passant par Todgha, Demnate, puis en se réfugiant dans la zaouïa de Dila. Après un long séjour, il part pour Azrou, puis prend la direction de Fès, accompagné d'une escorte peu nombreuse. À son arrivée à Fès, il est accueilli avec une très grande hospitalité par Abou Abdallah Elddoraïdi, chef de Fès el-Jedid. Rachid ne passe qu'une nuit à Fès, avant son départ pour Taza, le lendemain où il est accueilli par le cheikh Abou Abdallah Ellouâti. Ses premiers voyages ont pour but de se faire des alliés. Sans succès, il se réfugie chez les tribus arabes ma'qil de la plaine de l'Angad, et les Béni-Snassen de l'est du Maroc, qui lui prêtent serment de fidélité et le conduisent à Oujda.
Durant son séjour dans le voisinage de Taza, chez le cheikh Abou Abdallah Ellouâti, il prend connaissance du puissant homme qui se trouve à quelques kilomètres à l'est de Taza, Aaron Ibn Mechaal. Gouverneur et marchand juif richissime, retranché dans une kasbah fortifiée, il attire l’œil de Rachid, qui le prend alors pour cible. À l'aide de ses alliés, en pleine nuit, Moulay Rachid parvient à s'approcher du gouverneur juif à l'aide d'une ruse, la demande d'hospitalité. Ibn Mechaal la lui accorde, et après s'être suffisamment approché de lui, Rachid parvient à tuer Aaron Ibn Mechaal et à s'emparer de tous ses biens. Une autre version très courante chez les Béni-Snassen, indique qu'Ibn Mechaal se trouvait dans leur territoire et non dans les environs de Taza. Il partage alors le butin pris avec tous ses alliés : les Béni-Snassen et les tribus arabes aux alentours, ce qui accroît ses forces et augmente le nombre de ses partisans. Moulay Rachid établit par la suite son influence sur les Arabes du Cherg, qu'il oblige à le reconnaître sultan.
Lorsque son frère Mohammed ben Chérif apprend ces événements, il réunit ses contingents arabo-berbères et quitte Sijilmassa pour aller affronter son frère dans la plaine de l'Angad. Une bataille décisive se déclenche alors, et oppose Mohammed et Rachid, le 3 août 1664. Moulay Rachid compte sur son armée qui dispose d'une artillerie grâce au concours de négociants marseillais, et fait notamment des Chéraga son fer de lance. Dès le premier coup de feu tiré, une balle atteint la gorge de Moulay Mohammed qui meurt sur le coup. Rachid met en déroute l'armée de son frère. Les partisans de Moulay Mohammed rejoignent alors pour la plupart les rangs du vainqueur.

### Premières conquêtes et prise de Fès
Après sa victoire contre son frère Moulay Mohammed, Moulay Rachid devient souverain de la dynastie alaouite. Endeuillé par la mort de son frère, il l'enterre dans la maison d'Ibn Mechaal, puis retourne ensuite à Oujda, pour y recruter des hommes, organiser son armée et recevoir les serments d'obéissance et les présents des tribus. Après avoir terminé ses préparatifs, Moulay Rachid envoie des émissaires dans toutes les contrées du Maroc, où il avertit toutes les populations du pays qu'il compte faire la conquête du pays. De plus, il sécurise et contrôle le stratégique itinéraire marocain du commerce transsaharien, qui relie la Méditerranée aux confins sahariens et permet de financer l'armement de ses troupes. Moulay Mohammed es-Seghir, fils de Mohammed ben Chérif, tente alors de succéder à son père et s'empare de Sijilmassa. Moulay Rachid s'installe sur les bords de la Moulouya, espérant y recevoir les serments des tribus de la région tels que ceux du Rif. Ne recevant aucun serment d'obéissance des tribus de la région, il décide de marcher sur Taza, dont il s'empare en 1665 après une « longue lutte ». Les habitants de la ville, et les tribus voisines, finissent par apporter leurs serments de fidélité,.
En apprenant les massives soumissions des tribus envers Moulay Rachid, les « gens de Fès » (Ahl Fas), se réunissent aux côtés des « gens de Séfrou », des Hyayna, et des autres tribus du Houz. Ils s'engagent ainsi à ne pas prêter serment à Moulay Rachid et à le combattre. Le pillage et les ravages causés dans le territoire Hyayna par Mohammed ben Chérif lors d'une de ses expéditions, qui avaient causé une famine, ont poussé ces citadins et tribus à se coaliser contre cette nouvelle menace. La ville de Fès prépare ses défenses, au point que les chefs de la ville ordonnent aux habitants d'acheter en grande quantité, des armes et des chevaux. Moulay Rachid prend connaissance de tous ces faits seulement après son retour à Taza. Pendant ce temps, Mohammed es-Seghir, le fils de son défunt frère, se trouve toujours à Sijilmassa. Moulay Rachid se lance alors à l'attaque de celle-ci, puis l'assiège pendant neuf mois avant que Mohammed ne prenne la fuite, en pleine nuit. Moulay Rachid s'empare ainsi de la ville, y restaure ses remparts et organise sa défense, pacifie la région, puis retourne à Taza,.

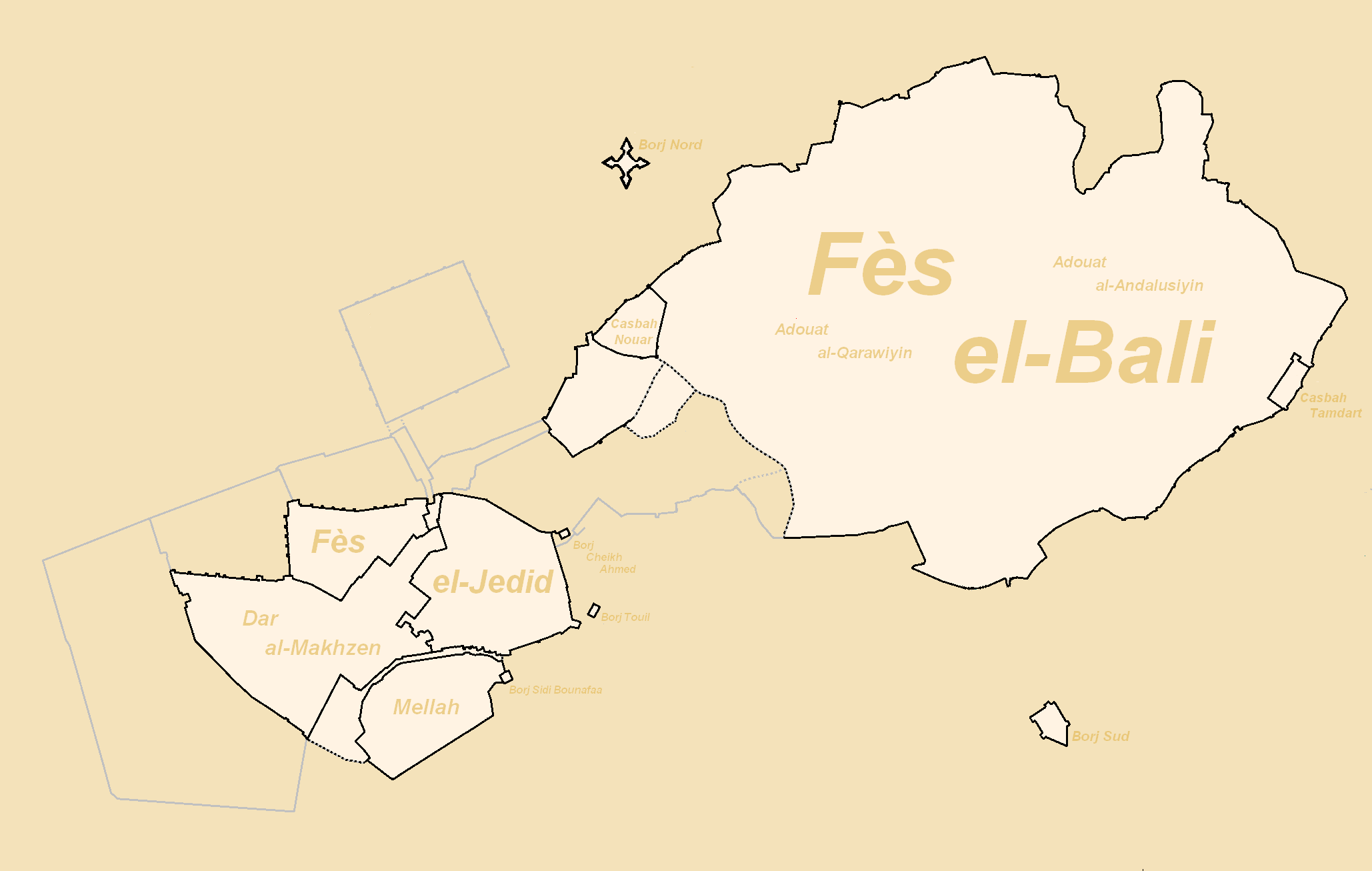
Carte représentant les deux parties de Fès au XVIIe siècle : Fès el-Bali et Fès el-Jadid.

Lorsque les habitants de Fès et leurs alliés apprennent le retour de Moulay Rachid à Taza, ils s'organisent et décident de s'attaquer à Taza en avril 1666. Les coalisés qui atteignent Taza et qui se retrouvent en face de l'armée de Moulay Rachid, prennent la fuite sans combattre. Rachid les poursuit jusqu'au fleuve du Sebou. Une paix est demandée par les habitants de Fès que Moulay Rachid refuse,. En août, Moulay Rachid assiège la ville de Fès, connue pour son esprit d'autonomisme urbain, ce qui explique qu'elle a su se libérer des Dilaïtes dès 1663. À cette époque, la ville de Fès était coupée en deux : Fès el-Bali et Fès el-Jedid. La ville qui était en pleine anarchie était divisée en trois quartiers rivaux ayant chacun leur chef : le quartier des Lemthiens commandé par Ibn Seghir, le quartier des Andalous commandé par Ahmed ben Salah, dans la partie de Fès el-Bali, puis Fès el-Jedid, parfois considéré comme une ville à part entière, était commandée par Abou Abdallah Elddoraïdi.
Après de violents combats qui ont duré trois jours, les Alaouites se retirent. Moulay Rachid est touché par une balle à l'oreille. Le mois suivant, Moulay Rachid décide de reprendre le siège de Fès, il le lève quelque temps après, notamment car le chérif alaouite n'avait pas l'intention d'y rester. Occupé par les agissements du cheikh Abou Mohammed Abdellah Arass qui contrôle le Rif, Moulay Rachid se dirige en direction du nord du Maroc. Le cheikh Arass est alors proche des Espagnols d'Al Hoceïma, et noue des contacts avec les Anglais, possédant Tanger depuis 1661. De nombreux affrontements se sont alors déroulés entre les armées des deux chefs militaires. Arass cerné dans une de ses citadelles, est battu et capturé par Moulay Rachid, en plein mois de ramadan. Celui-ci lui accorde le pardon et lui laisse la vie sauve. Le Rif est conquis. Parallèlement à ces conquêtes, Rachid engage des négociations avec des commerçants marseillais, qui débarquent des vaisseaux chargés d'armes et de munitions à Ghassassa, près de Melilla. Ces équipements permettent ainsi à Moulay Rachid de remporter de nombreuses batailles, notamment celle face à son frère, Mohammed ben Chérif.
En avril 1667, Moulay Rachid campe pour la troisième fois sous les murs de Fès. Le siège reprend. Après de violents combats, le 26 mai 1667, les Alaouites réussissent à entrer dans Fès el-Jedid, grâce à une brèche pratiquée dans les remparts, provoquant la fuite du gouverneur de la ville Elddoraïdi. Le lendemain, le 27, Moulay Rachid s'attaque à Fès el-Bali, et en prend le contrôle. Ibn Seghir, le chef des Lemthiens, et son fils prennent la fuite et se réfugient dans le bastion de Bab el-Djisa, tandis qu'Ibn Salah, le chef des Andalous, s'échappe également de la ville, le 28. À la fin des combats, les habitants de la ville viennent à Moulay Rachid, lui prêtent finalement serment de fidélité et le proclament sultan. Il prend le contrôle du palais du gouverneur, et n'exerce aucune violence envers les habitants de la ville.

### Pacification du royaume de Fès et destruction de la zaouïa de Dila
Une fois reconnu souverain par les habitants de Fès, sans perdre de temps, Moulay Rachid lance des espions à la recherche des chefs fugitifs. Ahmed ben Salah est capturé en premier dans la banlieue de Fès, avec ses compagnons. Certains d'entre eux sont exécutés, puis ceux restés à ses côtés sont enfermés à la prison de Bab Dâr Ben Chegra. Ibn Seghir et son fils sont ensuite également attrapés au sein de la confédération tribale Hyayna, au nord de Fès. Ils sont eux aussi emprisonnés à Bab Dâr Ben Chegra. Moulay Rachid décide finalement d'en finir avec eux, et sept jours plus tard, ils sont exécutés. Seul Abou Abdallah Elddoraïdi, gouverneur de Fès el-Jedid, semble avoir pu s'enfuir.
À la suite de la prise de Fès, Moulay Rachid, devenu sultan, dispose d'un grand territoire. Il contrôle toutes les régions orientales que sont le Draâ, le Tafilalet, la plaine de l'Angad et le Rif, mais aussi la région de Fès et de Taza. Mais avant de s'attaquer au sud du Maroc et principalement à Marrakech, Moulay Rachid décide d'en finir avec Khadir Ghaïlan, et de s'emparer du Habt. Par ailleurs, Khadir Ghaïlan contrôle d'importants ports stratégiques sur la côte atlantique, y compris les villes de Salé-le-Vieux et Salé-le-Neuf. Moulay Rachid réunit alors une armée de 40 000 hommes pour sa campagne. Cependant, Ghaïlan a contracté une alliance avec les Anglais, par l'intermédiaire du gouverneur de Tanger, le baron John Belasyse, respectée par le gouverneur lui succédant, le colonel Henry Norwood (en). Rachid met donc en place une expédition depuis Fès, et lève une grande armée en direction de la province du Gharb. Il est renforcé par les massives défections au sein de l'armée de Khadir Ghaïlan, dont la trahison du gouverneur des Beni Arous, El-Hassan El-Fetouh, qui lui livre l'important passage des montagnes qui protégeait les possessions de Ghaïlan. En apprenant le désastre, Khadir Ghaïlan prend la fuite et se dirige en direction de Ksar El Kébir poursuivi par Moulay Rachid. Celui-ci arrivé sur les lieux, s'attaque à la ville, provoquant une importante bataille. Selon Germain Moüette, l'armée alaouite se composait de 8 000 cavaliers et de 32 000 fantassins, tandis que le chef de guerre Ghaïlan, avait réussi à mettre sur place une armée de 24 000 hommes. Après un long combat de cinq heures, finalement favorable à Moulay Rachid, Ghaïlan prend la fuite en direction de Assilah et s'y enferme. Moulay Rachid abandonne Ksar El Kébir, et poursuit Ghaïlan avec le reste de toute son armée, mais ne réussit finalement pas à prendre le contrôle d'Assilah, repoussé par l'artillerie anglaise arrivée au secours de Ghaïlan. Il retourne ensuite assiéger Ksar El Kébir, dont les habitants lui ont fermé les portes de la ville, qui avait été pourtant reprise, mais qui avait dû être abandonnée pour se lancer à la poursuite de Ghaïlan. Il en reprend le contrôle.
Par la suite, Rachid lance une expédition contre les Ait Ouallal, tribu qui soutient la Zaouïa de Dila. Il les surprend et leur inflige une lourde défaite. À peine est-il revenu à Fès, que les Dilaïtes lèvent une armée composée de plusieurs tribus berbères dont les Aït Ouallal, et campe à Bab Meroura, non loin de Fès. Moulay Rachid engage le combat avec les Dilaïtes, avant qu'ils ne fassent retraite après trois jours d'affrontements. Moulay Rachid soumet par la suite les Beni Zerouâl du Rif, puis s'empare de Tétouan, et capture le chef de la ville Ahmed Ennaqsis ainsi qu'un grand nombre de notables qu'il fait emprisonner à Fès. À partir de là, il repart vers le Rif, mate une révolte des Béni-Snassen, marche avec son armée en direction de la localité de Guigou au sud de Fès, dans le territoire de la tribu des Aït Yousi, puis oblige ses habitants à payer leurs impôts. Entre-temps, Kerroum al-Hajj, chef de la tribu des Chebânat, et proclamé roi de Marrakech depuis plusieurs années à la suite de l'assassinat du dernier monarque saadien, Ahmad al-Abbas, est décédé. Son fils Abou Bakr ben Kerroum al-Hajj lui succède en tant que souverain de Marrakech.
En avril 1668, Moulay Rachid décide d'en finir avec la Zaouïa de Dila, et lance une expédition contre elle. Le 18 juin 1668, il rencontre les troupes dilaïtes commandées par Ould Muhammad al-Hajj à Batn-al-Romman, dans le Fêzzâz, partie ouest du Moyen Atlas. Une bataille se déclenche, les contingents berbères dilaïtes sont défaits et se réfugient dans la Zaouïa de Dila. Moulay Rachid les poursuit et campe sous les murs de la zaouïa. Muhammad al-Hajj ad-Dila'i, trop vieux, ne prend pas part aux combats. L'armée alaouite s'empare finalement de la zaouïa de Dila. Moulay Rachid se montre particulièrement sage et généreux en pardonnant les gens de la zaouïa, mais finit par ordonner l'exil de Muhammad al-Hajj ad-Dila'i et de sa famille vers Fès, puis quelque temps plus tard vers Tlemcen, où meurt Muhammad al-Hajj ad-Dila'i.
Moulay Rachid détruit complètement la Zaouïa de Dila, disperse tous ses habitants et efface toute trace de constructions. Après avoir neutralisé le principal ennemi de sa dynastie, Moulay Rachid peut maintenant se lancer dans la conquête du Sud marocain, et notamment de Marrakech.

### Conquête du Sud marocain, puis mort
Contrôlant alors tout le Nord marocain, Moulay Rachid lève ses armées en direction de Marrakech, le 31 juillet 1668. La ville de Marrakech est alors sous la possession des Chebânat et de leur chef Abou Bakr ben Kerroum al-Hajj. En apprenant ces faits, Abou Bakr effrayé, prend la fuite et tente de se cacher dans les montagnes. Moulay Rachid s'empare facilement de la ville, massacre tous les Chebânat présents, puis réussit à capturer Abou Bakr et ses partisans, avant de les exécuter. Le sultan alaouite fait preuve d'une cruauté particulière en enlevant le corps de Kerroum al-Hajj de son tombeau, puis en le brûlant. Désormais maître de Marrakech, le sultan y reste pendant un mois le temps de se reposer et de s'occuper de l'administration de la ville. Il retourne ensuite à Fès. Devant les succès de Moulay Rachid, Khadir Ghaïlan abandonne tout espoir de reconquérir le nord du Maroc, et s'enfuit vers Alger, où les Ottomans lui accordent l'asile.
Moulay Rachid tente d'instaurer son autorité sur toutes les tribus marocaines. De ce fait, il lance le 11 janvier 1669 une expédition contre les Chaouïa, cantonnés sur la rive droite de l'Oum Errabiâ, puis quelques mois plus tard une campagne contre les Aït Ayach, qui sont des berbères sanhadja. C'est à ce moment-là qu'il ordonne de frapper la monnaie dite Rechidia, car les négociants de Fès se plaignaient de la rareté de la monnaie, puis leur prête pour un an une somme de 1 052 mithqals, pour faire du commerce. Lorsque cette somme d'argent prêtée aux négociants est rendue, Moulay Rachid se met à construire le pont du Oued Sebou entre 1669 et 1670, près de Fès. Il lance une petite expédition contre un certain Elabiod, dont il s'empare des neveux et les exécute. Moulay Rachid tombe à son retour gravement malade, le poussant durant ce temps à multiplier les bonnes actions, avant de recouvrir pleinement sa santé. Il marie son frère Ismaïl ben Chérif, puis reconstruit ou restaure le pont d'Er-Recif. Les Arma font allégeance le 17 décembre 1670, à Moulay Rachid à la suite de l'envoi d'un émissaire à Tombouctou, garantissant le contrôle du pachalik de Tombouctou par le Maroc.
Moulay Rachid lance entre 1670 et 1671 une grande campagne pour s'emparer du Souss, et installe son frère Moulay Ismaïl comme khalifa (délégué du sultan) à Fès. Le Souss est alors contrôlé par la Zaouïa d'Illigh, et son chef Abou Hassoun Semlali, qui est mort une dizaine d'années plus tôt, est remplacé par son fils Abou Abdallah Mohammed ben Bou Hassoun. Les armées chérifiennes s'emparent de Taroudant le 23 juin 1670, puis soumettent et déciment les Berbères Hachtouka qui dénombrent entre 1 500, et 2 500 morts. Moulay Rachid s'attaque ensuite aux Berbères du Sahel, dont il tue 4 000 hommes. Puis il s'empare de la forteresse d'Illigh, connue aussi sous le nom d'Abou Domeïa, et servant de résidence royale à Abou Hassoun Semlali. Les combats pour s'emparer de la forteresse ont été violents puisque plus de 2 000 de ses défenseurs sont tués. L'émir Abou Abdallah Mohammed est chassé avec les siens au Sahara, tandis que la Zaouïa d'Illigh est dévastée et abandonnée pendant plusieurs décennies. Toutes ces opérations ont permis à Moulay Rachid de se rendre maître du Souss. Entre-temps, Moulay Ismaïl gère bien le royaume puisqu'il confirme l'autorité et l'ordre imposé par les Alaouites en exécutant plus de 60 coupeurs de routes des Oulad Djama,.
En 1671, le sultan Rachid ben Chérif ordonne de frapper le Félous de cuivre rond à la place d'une monnaie de forme carrée, Elouchqoubiya. Il valorise la nouvelle monnaie puisqu'elle vaut désormais pour 24 pièces une Mouzoûna, au lieu des 48 pièces habituelles. Moulay Rachid tente de relancer le commerce à plusieurs reprises et d'installer une certaine prospérité. Toutefois, en raison de la rareté de l'or, ce sont principalement des pièces d'argent qui sont frappées par le sultan, contrairement à Moulay Ismaïl. De retour à Fès, le sultan lance la construction de la Médersa Cherratine, un nouveau fort initialement connu sous le nom de la « Casbah de Khemis », au nord de Fès-el-Jedid, dans le but d'accueillir les contingents guich censés défendre la ville. Elle connaît plusieurs appellations selon l'origine des tribus guich qui y sont logées par les différents sultans : « casbah des Cheraga », « casbah des Oudayas » puis « casbah des Cherarda ». Toujours pendant la même année, Moulay Rachid envoie une cavalerie pour combattre les Anglais à Tanger, et un autre détachement dans le Souss commandé par le cheikh Abou Mohammed Abdellah Arass, rebelle du Rif dont s'est emparé Moulay Rachid, et qui semble avoir rejoint sa cause.
En 1672, Moulay Mohamed, neveu de Sultan, alors Vice-roi de Marrakech, veut se rendre indépendant. Moulay Rachid marche alors sur Marrakech avec son armée pour rétablir l’ordre et exile son neveu dans la région de Tafilelt. Il est alors sur le point de lancer une dernière campagne dans le Souss avant d'apprendre la soumission totale des tribus de la région.
Moulay Rachid veut célébrer la victoire par une fête publique et un repas magnifique. Il a coutume de boire du vin à ces occasions. Après le repas, il va se promener à cheval dans le Jardin du Palais et par accident se fracture la tête en chutant. Il meurt quelques jours plus tard. Selon Abou El Kacem Zayani, sa mort a lieu lors du second jour de la fête religieuse de l'Aïd al-Adha, son cheval s'étant emporté et non en raison de son état d’ébriété, il est atteint à la tête par une branche d'oranger, à la suite de quoi il meurt sur le coup, le 9 avril 1672. Son règne aura duré environ 4 ans et 10 mois, âgé alors de 42 ans. Enterré dans la Kasbah de Marrakech, il est ensuite transporté à Fès, selon ses dernières volontés, dans le tombeau du cheikh Aboûlhasan Ali ben Hirzihim (tombeau situé en dehors de Bab Ftouh et que le sultan Sidi Mohammed ben Abdallah reconstruira au XVIIIe siècle).
Moulay Rachid a su grâce à son intelligence, en peu d'années, assurer l'établissement de la dynastie alaouite au Maroc, tout en se faisant connaître en dehors du pays. Il est parfois considéré comme le véritable fondateur de la dynastie alaouite, au lieu de Chérif ben Ali ou Mohammed ben Chérif. Son frère Moulay Ismaïl lui succède à la tête du Maroc, le 14 avril 1672.

## Réalisations du souverain

### Constructions

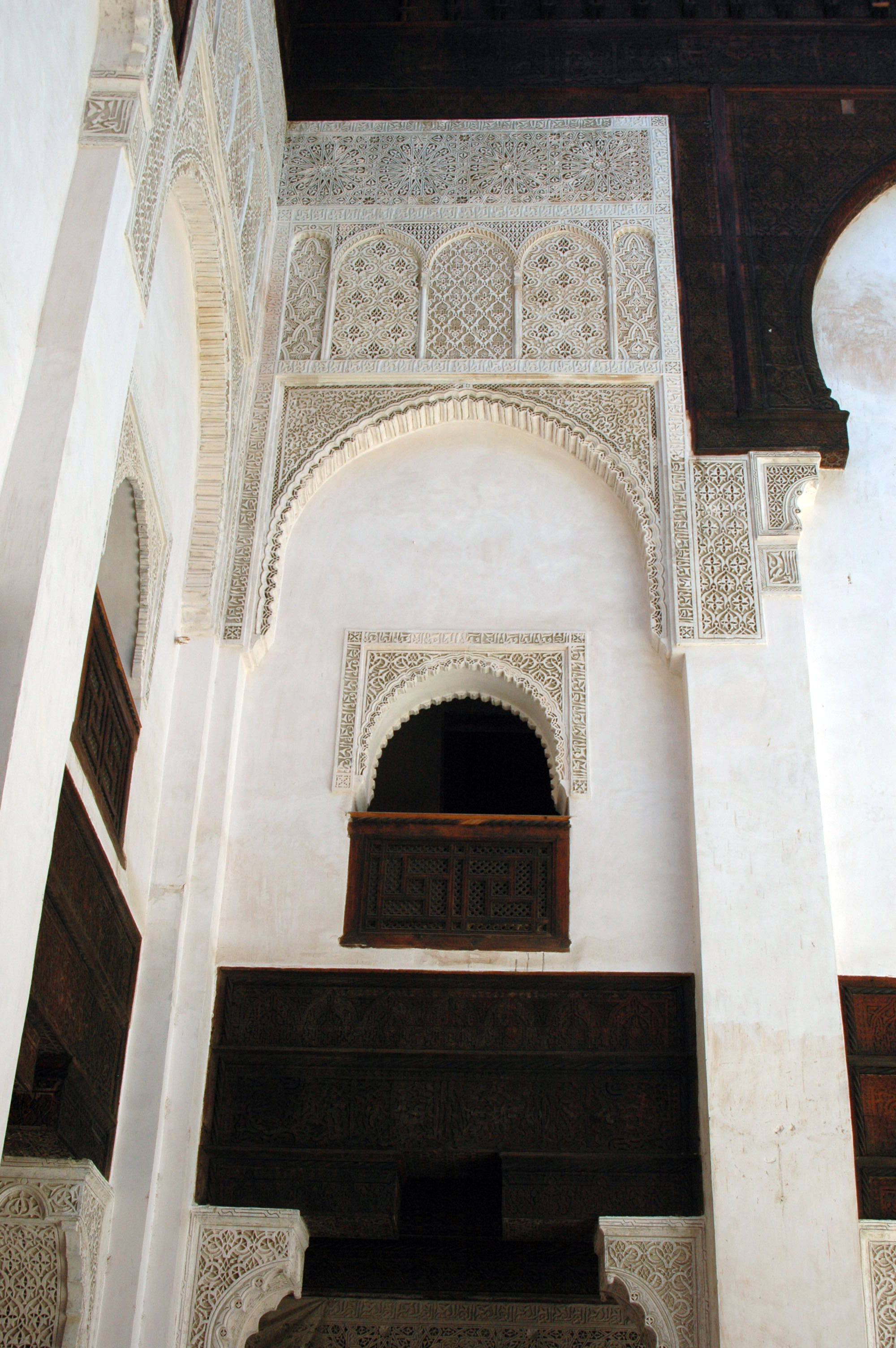
Médersa Cherratine, première école coranique fondée par les Alaouites dans la ville de Fès.

Durant son règne, Moulay Rachid a édifié d'importants ouvrages essentiellement autour de Fès. Il se consacre surtout à la construction d'ouvrages stratégiques, puis dans une moindre mesure aux monuments religieux.
La construction la plus emblématique de son règne reste le pont du Oued Sebou, pont à huit arches inégales d'une longueur de 150 mètres, construit en pisé sur le Sebou, près de Fès. D'une importance stratégique car reliant et facilitant les communications de Fès jusqu'au nord du pays, l'ouvrage est une réussite car il résiste également aux crues du fleuve. Son architecture a attiré l'attention des chroniqueurs qui n'ont pas hésité à le comparer au pont arabe de Cordoue. Par ailleurs, Moulay Rachid a également reconstruit ou restauré le pont d'Er-Recif, dans la médina de Fès. Il est également à l'origine du barrage de l'Oued Zitoune.
Sur le plan militaire, Moulay Rachid renforce les murailles de Fès el-Bali, et construit surtout un nouveau fort connu sous le nom de la « casbah des Cheraga », plus tard « casbah des Cherarda », au nord de Fès-el-Jedid, à l'emplacement du site de l'ancien camp des Almoravides, dans le but d'accueillir et loger les contingents guich de Chéraga censés défendre la ville. Il édifie également le palais royal alaouite à côté du vieux palais des Mérinides de Fès. Dans le domaine religieux, Moulay Rachid lance la construction de la Médersa Cherratine également à Fès, dont l'architecture et les décors sont de « type alaouite », se démarquant du style mérinide. Il ordonne aussi la construction d'une grande médersa près de la mosquée du cheikh Abou Abdallah Mohammed ben Salah, à Marrakech.

### Relations et diplomatie
Les premières relations avec l'étranger et notamment l'Europe ont lieu bien avant la mort de Mohammed ben Chérif. En effet, Moulay Rachid a recours à des négociations avec des commerçants marseillais pour acquérir des armes et des munitions, ainsi qu'une artillerie. C'est notamment ce précieux armement qui permet à Moulay Rachid de vaincre son frère, Mohammed ben Chérif.
Les négociations entre Moulay Rachid et la France portent surtout sur l'échange de captifs chrétiens, capturés par les corsaires de Salé dont le sultan profite et encourage les prises. Jean-Baptiste Colbert, secrétaire d'État de la maison du roi et secrétaire d'État de la Marine, envoie plusieurs négociants auprès de Moulay Rachid dans ce but, dont notamment l'ambitieux Roland Fréjus, marchand marseillais qui a armé le sultan dans sa campagne contre son frère. Cependant à son arrivée à Taza, Moulay Rachid découvre sur lui un projet visant à s'emparer d'Al Hoceima et à y construire un fort pour ses futures activités commerciales. Roland Fréjus est immédiatement arrêté et emmené à Salé, où il est rembarqué pour l'Europe.
Un autre négociant est alors envoyé, il s'agit de Samuel Roy qui a également pour mission de racheter des captifs français à Salé. Le 21 février 1672, Louis XIV écrit à Moulay Rachid. Il le félicite pour ses conquêtes et le reconnait officiellement comme un véritable souverain et non comme un simple chef de bande. Il le prévient surtout de la venue de Samuel Roy afin de proposer un échange réciproque des captifs. Toutefois, Moulay Rachid n'a pas le temps d'échanger avec le souverain français puisqu'il meurt quelque temps après, le 9 avril 1672.
Moulay Rachid semble ne pas avoir eu de relations diplomatiques avec la Grande-Bretagne notamment parce que les Britanniques fournissent un important soutien à l'un de ses concurrents, le raïs Khadir Ghaïlan, mais aussi parce qu'ils occupent la ville de Tanger, que Moulay Rachid s'est efforcé de reconquérir en envoyant notamment des détachements de cavalerie. Contrairement à son frère Mohammed ben Chérif, Moulay Rachid n'est pas entré en conflit avec l'Empire ottoman voisin, et a même confirmé l'accord signé auparavant par son frère qui considère la Tafna comme limite entre les territoires marocain et turc.

### Organisation militaire
Comme le faisaient les Saadiens, Rachid ben Chérif s'appuie principalement sur les Banu Maqil, tribus arabes sahariennes, dont sont originaires les Alaouites, et qui sont majoritaires dans le Tafilalet par exemple. Les principales tribus guich sont donc issues de ces tribus arabes présentes dans la région d'Oujda, le Tafilalet, le Souss, le Sahara occidental, et la Mauritanie. Les tribus guich étaient exemptées d'impôts, devaient être souvent récompensées, et se voyaient octroyer des terres en échange de leur participation aux opérations militaires. Moulay Rachid s'est initialement reposé sur les tribus arabes ma'qil de la région d'Oujda, qui l'ont soutenu dans sa guerre contre son frère Mohammed ben Chérif. Les Béni-Snassen et les tribus arabes de la plaine de l'Angad et du Cherg ont formé ses premiers contingents. Le guich arabo-zénète des Chéraga, tribu issue des Banu Maqil arabes, et originaire de la région frontalière d'Oujda et du Cherg, est remis sur pied par Moulay Rachid et installé au nord de Fès,. Ce guich devient le fer de lance de l'armée alaouite sous Moulay Rachid, et joue notamment un rôle dans la bataille de la plaine de l'Angad.
Les Haratines ont également formé les contingents du sultan, notamment lors de ces campagnes de pacification du Maroc. Également connus sous le nom de Maures Noirs, ce sont des personnes au statut particulier. Ils ne sont ni esclaves, ni hommes libres, et n'ont pas le droit de posséder de terres bien qu'ils puissent la travailler.

### Monnaies

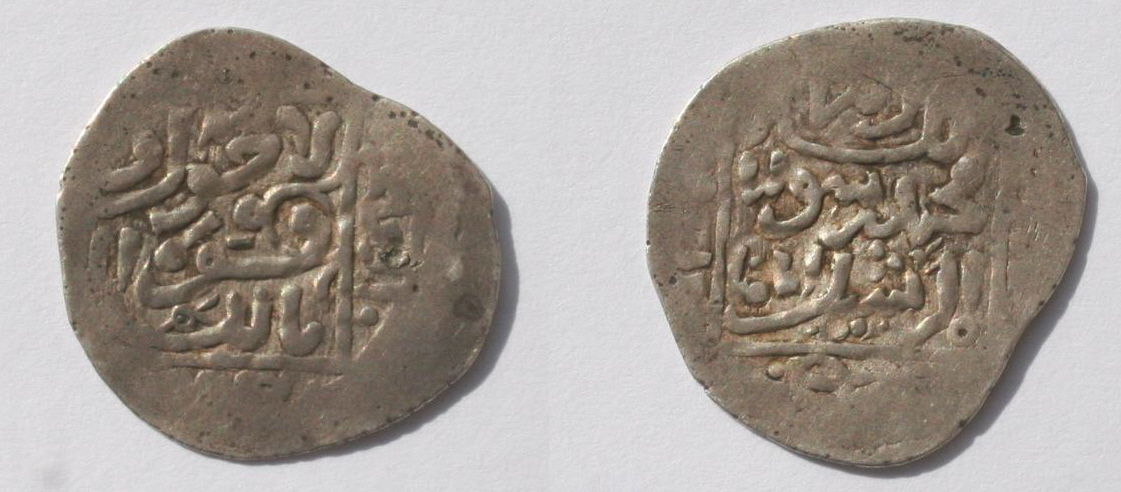
Monnaies d'argent (mouzoûna) frappées sous le règne de Moulay Rachid entre 1670-1671.

L'unité de compte utilisée sous Moulay Rachid était le mithqal d'argent au lieu du mithqal d'or. Il choisit par ailleurs comme monnaie courante, la mouzoûna, en argent également, pesant 1,172 4 gramme, soit le poids du quart du mithqal d'or saadite, ce qui confirme le choix du sultan d'utiliser exclusivement des pièces d'argent. Trois monnaies d'argent circulent donc à cette époque dans le pays. Toutefois, les pièces frappées durant l'époque des Saadiens étaient toujours couramment utilisées par les Marocains à cette époque.
Ce n'est qu'après la prise de Marrakech, tout au long de ses trois dernières années de règne que Moulay Rachid tente de relancer le commerce dans le pays, afin d'y instaurer une certaine prospérité. La frappe de monnaie est un enjeu de souveraineté à cette époque, et malgré l'influence des monnaies étrangères, les pièces des sultans restent une référence. Contrairement aux Saadiens, en raison de la rareté de l'or, Moulay Rachid inaugure la frappe d'argent alaouite en 1669. Une première monnaie dite rechidia est frappée en raison de la demande des négociants de Fès qui se plaignaient de la rareté de la monnaie. Dans la foulée et dans le but de favoriser le commerce, Moulay Rachid prête pour un an une somme de 1 052 mithqals aux négociants.
Le sultan Rachid se consacre également à la frappe de pièces de cuivre. Ainsi, en 1671, Moulay Rachid ordonne de frapper le fûlus de cuivre rond à la place d'une monnaie de forme carrée, elouchqoubiya, et décide que désormais 24 pièces de fûlus vaudront une mouzoûna, au lieu de 48.
Lors du règne du sultan Moulay Rachid, la frappe d'or a été négligée en raison de la rareté de celui-ci, en raison de l'instabilité de l'époque. Après sa mort, son frère Moulay Ismaïl qui lui succède, se consacre plutôt à la frappe d'or à partir de 1678, et le dinar devient la monnaie de référence.

## Vie privée
Le sultan Moulay Rashid a épousé deux femmes, toutes deux en 1666 : une fille de Cheikh Al-Lawati, et une fille d'Abdallah A'aras. Il eut deux fils, qu'il eut des filles n'est pas explicitement indiqué. Il n'est également pas précisé de laquelle de ses épouses sont issus ses enfants.
Il eut un harem de concubines esclaves. Sa favorite parmi celles-ci était un captive espagnole, qu'il logeait dans les appartements les plus richement décorés de son harem. Une autre de ses concubines esclaves était selon certaines sources Aïcha Moubarka.
À la mort de Moulay Rashid en avril 1672, son frère Moulay Ismail lui succéda, car ses fils étaient des nourrissons et donc inéligibles à l'héritage selon la coutume alaouite. Le nouveau sultan épousa la première épouse veuve de Moulay Rashid et devint le tuteur de ses jeunes fils jusqu'en 1680, date à laquelle il les envoya avec son propre fils aîné vivre à Tafilalt.

## Fiction
Le sultan auquel il est fait référence dans le film Angélique et le Sultan (1968) est Moulay Rachid.